# Cosmopoda
Cosmopoda is een geslacht van vlinders van de familie bladrollers (Tortricidae).

## Soorten
- C. aenopus Diakonoff, 1981
- C. molybdopa Diakonoff, 1981